# Lispocephala bimaculata
Lispocephala bimaculata este o specie de muște din genul Lispocephala, familia Muscidae. A fost descrisă pentru prima dată de Stein în anul 1920. Conform Catalogue of Life specia Lispocephala bimaculata nu are subspecii cunoscute.